# Act. 2 Narcissus
Act. 2 Narcissu (с англ. — «Акт 2. Нарцисс») — второй мини-альбом южнокорейской гёрл-группы Gugudan. Был выпущен 27 февраля 2017 года лэйблом Jellyfish Entertainment и распространен CJ E&M. Альбом содержит 6 треков включая ведущий сингл «A Girl Like Me».

## Предпосылки и релиз
20 января 2017 года сообщалось, что гугудан был настроен на возвращение в феврале. 3 февраля 2017 года, Jellyfish Entertainment объявили, что группа впервве вернётся с момента дебюта со своим вторым мини-альбомом, 28 февраля.
15 февраля 2017 года Jellyfish Entertainment выпустил тизер, анонсирующий названия для мини-альбома Act. 2 Narcissus и заглавный трек «A Girl Like Me». 16 февраля 2017 года Jellyfish Entertainment выпустил график возвращения и отдельные фото-тизеры для Мими, Ханы и Наён. 17 февраля 2017 года Jellyfish Entertainment выпустил индивидуальные фото-тизеры для Хэён, Мины и Сэлли. 18 февраля 2017 года Jellyfish Entertainment выпустил отдельные фото-тизеры для Сечжон, Сои и Хэбин. 19 февраля 2017 года был показан тизер группы и обложка альбома.
20 февраля 2017 года, было выявлено, что их коллега по лэйблу  Рави из VIXX написал одну из песен альбома группы. 21 февраля 2017 года был раскрыт трек-лист альбома, состоящий из пяти песен, а также попурри.
24 февраля 2017 года Jellyfish Entertainment выпустил первый тизер MV и объявил, что выпуск альбома был изменен на 27 февраля, также была выпущена серия спойлеров производительности каждого участника, показывающих некоторые танцевальные движения. 26 февраля 2017 года Jellyfish Entertainment выпустила второй тизер MV, который немного предваряет хореографию.

## Промоушен
Клип на заглавный трек «A Girl Like Me» вышел 27 февраля 2017 года совместно с альбомом. Группа провела живое выступление 28 февраля.

## Коммерческий успех
Act 2. Harcissus дебютировал на 3 строчке в альбомном чарте Gaon в выпуске чарта от 26 февраля-4 марта 2017 года.
Заглавный трек «A Girl Like Me» дебютировал на38 строчке в цифровом чарте Gaon в выпуске чарта от 26 февраля – 4 марта 2017 года с 49,829 проданными загрузками.

## Трек-лист
Digital download
| №                   | Название                                         | Текст песни            | Музыка                   | Arrangement             | Длительность |
| ------------------- | ------------------------------------------------ | ---------------------- | ------------------------ | ----------------------- | ------------ |
| 1.                  | «Rainbow»                                        | Jang Yeojin An Yeongju | Erik Lidbom Maria Marcus | Erik Lidbom             | 3:36         |
| 2.                  | «A Girl Like Me» (나 같은 애; Na gat-eun ae)     | Chowool                | Chowool                  | Chowool                 | 2:55         |
| 3.                  | «Hate You» (미워지려 해; Miwojilyeo hae)         | Ravi (VIXX)            | Ravi PUFF                | Ravi PUFF               | 3:11         |
| 4.                  | «One Step Closer» (거리; Geoli)                  | Jinli Glory Face       | Glory Face Jinli         | Glory Face Mingki (RBW) | 3:48         |
| 5.                  | «Make a Wish» (소원 들어주기; Sowon deul-eojugi) | Kim Ji-hyang           | MELODESIGN               | MELODESIGN              | 4:02         |
| 6.                  | «A Girl Like Me» (Instrumental)                  |                        | Chowool                  | Chowool                 | 2:55         |
| Общая длительность: | Общая длительность:                              | Общая длительность:    | Общая длительность:      | Общая длительность:     | 20:50        |

## Чарты

### Weekly charts
| Чарты (2017)             | Пиковые позиции |
| ------------------------ | --------------- |
| South Korea (Gaon Album) | 3               |